# Villaz (Fryburg)
Villaz – gmina (fr. commune; niem. Gemeinde) w Szwajcarii, w kantonie Fryburg, w okręgu Glâne. Powstała 1 stycznia 2020 z połączenia gmin Villaz-Saint-Pierre oraz La Folliaz.

## Demografia
W Villaz mieszka 2345 osób. W 2020 roku 16,9% populacji gminy stanowiły osoby urodzone poza Szwajcarią.

## Transport
Przez teren gminy przebiega droga główna nr 155.